# Bematistes obliqua
Bematistes obliqua is een vlinder uit de familie van de Nymphalidae. De wetenschappelijke naam van de soort is voor het eerst voorgesteld als Planema obliqua door  Per Olof Christopher Aurivillius in een publicatie uit 1913.

## Verspreiding
De soort komt voor in de bergbossen van Nigeria en Kameroen.

## Waardplanten
De rups leeft op Adenia cisampelloides (Planch. ex Hook.) Harms (Passifloraceae).